# 賈多高原

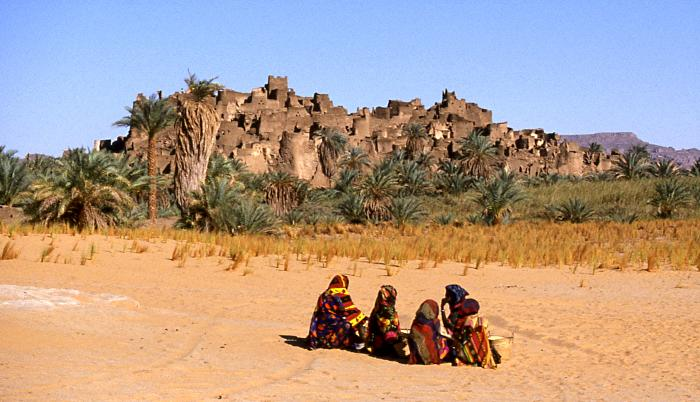

賈多高原是西非國家尼日爾的高原，位於該國東北部阿加德茲大區撒哈拉沙漠地區，面積約20,000平方公里，最高點海拔高度1,042米，該地區人煙稀少，2010年人口1,419。

## 外部連結
- Plateau et Fortin du Djado - UNESCO World Heritage Centre （页面存档备份，存于）

20°58′59″N 12°19′59″E / 20.98306°N 12.33306°E